# Harston
Harston – wieś w Anglii, w hrabstwie Cambridgeshire, w dystrykcie South Cambridgeshire. Leży 15 km na południe od miasta Cambridge i 65 km na północ od Londynu.